# روی ورنون
روی ورنون (انگلیسی: Roy Vernon; ۱۴ آوریل ۱۹۳۷ – ۴ دسامبر ۱۹۹۳) بازیکن فوتبال اهل ولز بود.
از باشگاه‌هایی که در آن بازی کرده‌است می‌توان به باشگاه فوتبال استوک سیتی، باشگاه فوتبال بلکبرن روورز، و باشگاه فوتبال اورتون اشاره کرد.
وی همچنین در تیم ملی فوتبال ولز بازی کرده‌است.